# Squadra thailandese di Coppa Davis
La squadra thailandese di Coppa Davis rappresenta la Thailandia nella Coppa Davis, ed è posta sotto l'egida della Lawn Tennis Association of Thailand.
La squadra debuttò nella competizione nel 1958, e non ha mai fatto parte del Gruppo Mondiale. Ha però disputato i Play-offs per il Gruppo Mondiale quattro volte, nel 2002, 2003, 2004 e 2006. Attualmente è inclusa nel Gruppo II della zona Asia/Oceania.

## Organico 2019
Vengono di seguito illustrati i convocati per ogni singolo turno della Coppa Davis 2019. A sinistra dei nomi la nazione affrontata e il risultato finale. Fra parentesi accanto ai nomi, il ranking del giocatore nel momento della disputa degli incontri (la "d" indica che il ranking corrisponde alla specialità del doppio).
| Gruppo II - Playoff | Gruppo II - Playoff |
| Filippine (3-1)     | Wishaya Trongcharoenchaikul (488) Sanchai Ratiwatana (143 d) Sonchat Ratiwatana (177 d) Palaphoom Kovapitukted (614 d) Kasidit Samrej (f.r.*) |
| ------------------- | --- |

* f.r. = Fuori Ranking

## Risultati
= Incontro del Gruppo Mondiale

### 2010-2019
| Anno | Turno                      | Data            | Sede             | Avversario            | Punteggio | Esito     |
| ---- | -------------------------- | --------------- | ---------------- | --------------------- | --------- | --------- |
| 2010 | Gruppo II, 1º turno        | 5-7 marzo       | Nonthaburi (THA) | Comunità del Pacifico | 5–0       | Vittoria  |
| 2010 | Gruppo II, 2º turno        | 9-11 luglio     | Jakarta (INA)    | Indonesia             | 4–1       | Vittoria  |
| 2010 | Gruppo II, Playoff         | 17-19 settembre | Nonthaburi (THA) | Nuova Zelanda         | 2–3       | Sconfitta |
| 2011 | Gruppo II, 1º turno        | 4-6 marzo       | Guam (POC)       | Comunità del Pacifico | 5–0       | Vittoria  |
| 2011 | Gruppo II, 2º turno        | 8-10 luglio     | Nonthaburi (THA) | Indonesia             | 4–1       | Vittoria  |
| 2011 | Gruppo II, Playoff         | 16-18 settembre | Gimcheon (KOR)   | Corea del Sud         | 0–3       | Sconfitta |
| 2012 | Gruppo II, 1º turno        | 11-12 febbraio  | Colombo (SRI)    | Sri Lanka             | 3–2       | Vittoria  |
| 2012 | Gruppo I, 2º turno         | 6-8 aprile      | Jakarta (INA)    | Indonesia             | 2–3       | Sconfitta |
| 2013 | Gruppo II, 1º turno        | 1-3 febbraio    | Mishref (KUW)    | Kuwait                | 4–1       | Vittoria  |
| 2013 | Gruppo II, 2º turno        | 5-7 aprile      | Lapu-Lapu (PHL)  | Filippine             | 1–4       | Sconfitta |
| 2014 | Gruppo II, 1º turno        | 14-16 febbraio  | Phuket (THA)     | Hong Kong             | 4–1       | Vittoria  |
| 2014 | Gruppo II, 2º turno        | 4-6 aprile      | Nonthaburi (THA) | Kuwait                | 4–1       | Vittoria  |
| 2014 | Gruppo II, Playoff         | 12-14 settembre | Nonthaburi (THA) | Pakistan              | 4–1       | Vittoria  |
| 2015 | Gruppo I, 1º turno         | 6-8 marzo       | Nonthaburi (THA) | Corea del Sud         | 2–3       | Sconfitta |
| 2015 | Gruppo I, Playoff 2º turno | 18-20 settembre | Nonthaburi (THA) | Cina                  | 0–5       | Sconfitta |
| 2016 | Gruppo II, 1º turno        | 4-6 marzo       | Nonthaburi (THA) | Sri Lanka             | 3–2       | Vittoria  |
| 2016 | Gruppo I, 2º turno         | 15-17 luglio    | Nonthaburi (THA) | Vietnam               | 5–0       | Vittoria  |
| 2016 | Gruppo I, Playoff          | 16-18 settembre | Nonthaburi (THA) | Taipei cinese         | 2–3       | Sconfitta |
| 2017 | Gruppo II, 1º turno        | 3-5 febbraio    | Mishref (KUW)    | Kuwait                | 3–1       | Vittoria  |
| 2017 | Gruppo II, 2º turno        | 7-9 aprile      | Nonthaburi (THA) | Filippine             | 5–0       | Vittoria  |
| 2017 | Gruppo II, Playoff         | 15-17 settembre | Islamabad (PAK)  | Pakistan              | 2–3       | Sconfitta |
| 2018 | Gruppo II, 1º turno        | 3-4 febbraio    | Colombo (SRI)    | Sri Lanka             | 3–2       | Vittoria  |
| 2018 | Gruppo II, 2º turno        | 7-8 aprile      | Manila (PHL)     | Filippine             | 4–1       | Vittoria  |
| 2018 | Gruppo II, Playoff         | 15-16 settembre | Nonthaburi (THA) | Libano                | 2–3       | Sconfitta |
| 2019 | Gruppo II, Playoff         | 5-6 aprile      | Nonthaburi (THA) | Filippine             | 3–1       | Vittoria  |

## Andamento
La seguente tabella riflette l'andamento della squadra dal 1990 ad oggi. Le colonne grigie indicano che la squadra non ha preso parte alla manifestazione in quegli anni.
| Pos.           | 90 | 91 | 92 | 93 | 94 | 95 | 96 | 97 | 98 | 99 | 00 | 01 | 02 | 03 | 04 | 05 | 06 | 07 | 08 | 09 | 10 | 11 | 12 | 13 | 14 | 15 | 16 | 17 | 18 | 19 |
| -------------- | -- | -- | -- | -- | -- | -- | -- | -- | -- | -- | -- | -- | -- | -- | -- | -- | -- | -- | -- | -- | -- | -- | -- | -- | -- | -- | -- | -- | -- | -- |
| Campione       |    |    |    |    |    |    |    |    |    |    |    |    |    |    |    |    |    |    |    |    |    |    |    |    |    |    |    |    |    |    |
| Finalista      |    |    |    |    |    |    |    |    |    |    |    |    |    |    |    |    |    |    |    |    |    |    |    |    |    |    |    |    |    |    |
| SF             |    |    |    |    |    |    |    |    |    |    |    |    |    |    |    |    |    |    |    |    |    |    |    |    |    |    |    |    |    |    |
| QF             |    |    |    |    |    |    |    |    |    |    |    |    |    |    |    |    |    |    |    |    |    |    |    |    |    |    |    |    |    |    |
| OF             |    |    |    |    |    |    |    |    |    |    |    |    |    |    |    |    |    |    |    |    |    |    |    |    |    |    |    |    |    |    |
| Qualificazioni | x  | x  | x  | x  | x  | x  | x  | x  | x  | x  | x  | x  | x  | x  | x  | x  | x  | x  | x  | x  | x  | x  | x  | x  | x  | x  | x  | x  | x  |    |
| Gruppo I       |    |    |    |    |    |    |    |    |    |    |    |    |    |    |    |    |    |    |    |    |    |    |    |    |    |    |    |    |    |    |
| Gruppo II      |    |    |    |    |    |    |    |    |    |    |    |    |    |    |    |    |    |    |    |    |    |    |    |    |    |    |    |    |    |    |
| Gruppo III     | x  | x  |    |    |    |    |    |    |    |    |    |    |    |    |    |    |    |    |    |    |    |    |    |    |    |    |    |    |    |    |
| Gruppo IV      | x  | x  | x  | x  | x  | x  | x  |    |    |    |    |    |    |    |    |    |    |    |    |    |    |    |    |    |    |    |    |    |    |    |

Legenda
- Campione: La squadra ha conquistato la Coppa Davis.
- Finalista: La squadra ha disputato e perso la finale.
- SF: La squadra è stata sconfitta in semifinale.
- QF: La squadra è stata sconfitta nei quarti di finale.
- OF: La squadra è stata sconfitta negli ottavi di finale (1º turno). Dal 2019 sostituito dal Round Robin.
- Qualificazioni: La squadra è stata sconfitta al turno di qualificazione. Istituito nel 2019.
- Gruppo I: La squadra ha partecipato al Gruppo I della propria zona di appartenenza.
- Gruppo II: La squadra ha partecipato al Gruppo II della propria zona di appartenenza.
- Gruppo III: La squadra ha partecipato al Gruppo III della propria zona di appartenenza.
- Gruppo IV: La squadra ha partecipato al Gruppo IV della propria zona di appartenenza.
- x: Ove presente, la x indica che in quel determinato anno, il Gruppo in questione non è esistito.